# Subotička Deákova stranka
Subotička Deákova stranka (Szabadkai Deák Párt) je bila politička stranka desne orijentacije u Subotici. 
Osnovana je 1868. godine. Bila je sestrinskim ogrankom Deákove stranke. Ovo je mnogo utjecali na hrvatski narodni pokret u Bačkoj. Ovim je okončana politička polarizacija u Subotici na onda još vladajuće u Subotici, lijeve četrdesetosmaše, i desne deakovce.  
Do tada bunjevački Hrvati nisu razmišljali o osnivanju vlastite stranke. Nakon osnutka, stekla je brojne pristaše među bunjevačkim Hrvatima u Subotici, iz obitelji kao što su: Antunovići, Aradski, Krnjajski, Kujundžići, Lipozenčići, Matkovići, Milašini, Parčetići, Stipići,
Tikvicki, Tumbasi, Vojnići, Zelići, Zomborčevići i ostali. Iako su ovi bunjevački Hrvati bili politički Mađari, nisu zaboravili vlastito etnokulturno podrijetlo i bili su ga spremni očuvati, za razliku od nekih pomađarenih hrvatskih obitelji, koji su zazirali od svog podrijetla da su čak uništavali spise svojih predaka pisanih hrvatskim. Pojava političkih Mađara nemađarskog podrijetla nije hrvatska specifičnost, jer je toga bilo među Nijemcima i Slovacima u Mađarskoj.
Literatura
- Robert Skenderović: Oblikovanje bunjevačkog političkog identiteta u Bačkoj tijekom druge polovine XIX. stoljeća, ČSP, br. 1., 137.-160. (2012)